# 瑪莎·葛蘭姆

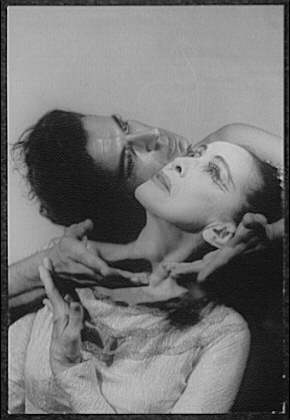
葛蘭姆（前）的劇照

瑪莎·葛蘭姆（1894年5月11日—1991年4月1日），又譯為马莎·格雷厄姆，美國舞蹈家和編舞家，也是現代舞蹈史上最早的創始人之一。

## 1910年到1920年代

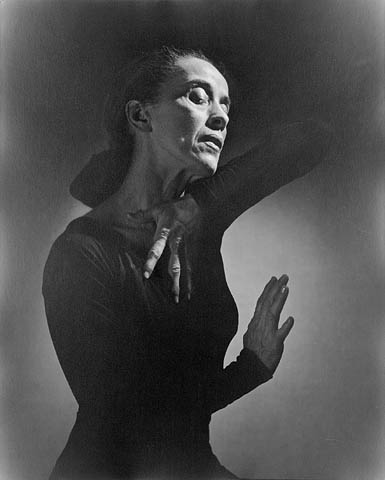
葛蘭姆，攝於1948年

葛蘭姆出生於美國賓夕法尼亞州阿利根尼縣，在童年時搬到加利福尼亞州。1910年代受到露斯·聖·丹尼斯的表演啟發了對舞蹈的興趣，1916年，她進入蕭恩舞團及舞蹈學校正式學習舞蹈。1925年，葛蘭姆畢業，孤身前往紐約州羅徹斯特的伊士曼音樂學院（Eastman School of Music ）擔任舞蹈老師，她在蕭恩舞團認識的好友路易斯·霍斯特（Louis Horst）一直支持她，此人後來也成為了她的伴侶和音樂老師。1926年，葛蘭姆成立了自己的舞團，就叫做｢瑪莎葛蘭姆舞團｣，當時她獨特的現代舞也影響了一部份的現代藝術。葛蘭姆隨後的演出奠定了她在現代舞蹈中的地位，並發展出葛蘭姆式的舞蹈技法（Graham Technique），強調收與放（Contraction & Release），收主要是利用腹部收縮的力量，放則強調更為有力的延展。如空躍之後控制在落地之前的停留、主張不管男性或女性的身體皆能表現七情六欲、只有男舞者的集體跳躍舞步等，都成為了她的經典代表。

## 1930－1960年代
1932年，在班寧頓學院（Bennington），葛蘭姆成功的創立了第一個舞蹈學士的學位。1951年，她在紐約知名的朱利亞德音樂學院開設了舞蹈學系。
葛蘭姆的跳舞生涯大約在1950年代趨於幕後，1948年，她成立了瑪莎葛蘭姆當代舞蹈中心，貝莎比·羅斯切德（Bethsabée de Rothschild, 她過去的學生之一）成為了她的知心好友。1965年羅斯切德移居以色列，成立了巴希瓦舞團（Batsheva Dance Company），於是在瑪莎葛蘭姆當代舞蹈中心，葛蘭姆變成了第一個的舞蹈指導，並專心的培育出第一代的舞蹈傳人，也為以色列團體創作了許多獨特的舞碼。

## 1960年代之後
她最後的舞台演出是在1960年代晚期，在那之後，她在幕後專注於編舞，有些針對葛蘭姆的評論指出，她晚年的編舞作品甚至比她年輕時的演出要來得動人，葛蘭姆一直到1991年去世都為編舞工作着。
1976年，她獲頒總統自由獎章，由美國總統杰拉德·福特親自頒發（總統夫人貝蒂·福特年輕時曾是葛蘭姆的學生）
1979年，她获得肯尼迪中心荣誉奖。
1999年美國時代雜誌選出葛蘭姆為世紀舞蹈家，尊稱她為20世紀最重要的舞者之一。

## 編舞作品
葛蘭姆的作品多以美國人文或是希臘古典神話為主題。
1. 《苦痛》Lamentation；西元1930年
2. 《原始的神秘》Primitive Mysteries；西元1936年
3. 《編年史》Chronicle；西元1936年
4. 《街頭的腳步》Steps in the Street；西元1936年
5. 《深沉之歌》Deep Song；西元1937年
6. 《給世界的信》 Letter to the World；西元1940年
7. 《悔罪者》El Penitente；西元1940年
8. 《阿帕拉契山脈之春》 Appalachian Spring；西元1944年
9. 《黑暗草原》Dark Meadow；西元1946年
10. 《心之洞穴》Cave of the Heart；西元1946年
11. 《夜旅》Night Journey；西元1947年
12. 《迷宮行》Errand into the Maze；西元1947年
13. 《春之祭》The Rite of Spring；西元1984年

## 延伸阅读
- Au, Susan.  second. 2002.
- Bird, Dorothy; Greenberg, Joyce.  reprint. Pittsburgh, Pennsylvania: University of Pittsburgh Press. 2002. ISBN 978-0-8229-5791-1.
- Hawkins, Erick. . Hightstown, New Jersey: Princeton Book Co. 1992. ISBN 978-0-87127-166-2.
- Helpern, Alice. Martha, 1998
- Hodes, Stuart, Part Real – Part Dream, Dancing With Martha Graham, (2011) Concord ePress, Concord, Massachusetts
- Horosko, Marian. . Gainesville, Florida: University Press of Florida. 2002. ISBN 978-0-8130-2473-8.
- Layman, Richard; Bondi, Victor. . Gale Research International. 1995. ISBN 978-0-8103-5726-6.
- Morgan, Barbara. . Morgan & Morgan. 1980. ISBN 978-0-87100-176-4.
- Taylor, Paul. . New York: Knopf. 1987. ISBN 978-0-394-51683-7.
- Tracy, Robert. . Pompton Plains, New Jersey: Limelight Editions. 1997. ISBN 978-0-87910-086-5.

## 外部連結
- 玛莎·葛兰姆生平简介（英文） （页面存档备份，存于）
- 瑪莎·葛蘭姆當代舞蹈中心 （页面存档备份，存于）
- 血的記憶Blood Memory—瑪莎．葛蘭姆自傳 （页面存档备份，存于）
- Martha Graham at Find a Grave （页面存档备份，存于）（英文）
- NY Times obituary by Anna Kisselgoff, April 2, 1991（英文）
- Martha Graham在互联网电影资料库（IMDb）上的資料（英文）
- An Athlete of God: The Personal Essay of Martha Graham （页面存档备份，存于）（英文）
- PBS:American Masters biography （页面存档备份，存于）（英文）